# Aleksej Denisovič Dikij
Aleksej Denisovič Dikij (in russo Алексей Денисович Дикий?; Dnepropetrovsk, 24 febbraio 1889 – Mosca, 1º ottobre 1956) è stato un attore teatrale e cinematografico russo che lavorò presso il Teatro d'arte di Mosca e il Teatro Habimah di Tel Aviv.

## Biografia
Attore teatrale a Mosca, venne imprigionato in un Gulag per ordine di Stalin, ma in seguito si riconciliò col potere. Al cinema recitò in Kotuzov (1943), ne L'ammiraglio Nachimov (1947) e ne La battaglia di Stalingrado (1949), in tale pellicola interpretò lo stesso Stalin.
Morì all'età di 65 anni il 1º ottobre del 1956.